# Uskrs
Uskrs (lat. Pascha, hebr. פֶּסַח, aram. פַּסְחָא, grč. πάσχα), službeno Nedjelja Uskrsnuća Gospodnjeg (Gospodinova) (lat. Dominica Resurrectionis Domini), također i Uskrsna nedjelja, najveća je kršćanska svetkovina, proslava Uskrsnuća Isusa Krista.
Nedjelja na koju se slavi svetkovina Uskrsa računa se četrdeset dana od Pepelnice. Tih četrdeset dana čine korizma i Vazmeno trodnevlje koje prethodi samoj svetkovini Uskrsa.
Državni je praznik i neradni dan u brojnim kršćanskim zemljama, tako i u Hrvatskoj.

## Etimologija i nazivlje
Uskrs je nastao od glagola uskrsnuti koji vuče korijene iz staroslavenskog u kojemu je glagol *krьsnǫti značio rasti i razvijati se. Prefiksacijom uz- dobiven je praoblik od kojeg se razvio današnji hrvatski glagol.
Drugi naziv, Pasha, češći je u drugim povijesnim konotacijama. Hebrejska riječ pasah značila je prolaz (prolaz Židova kroz pustinju nakon 40 godina), te je preuzeta u grč. Πάσχα. Uskrs se u romanskim jezicima naziva ovim oblikom (pr. tal. Pasqua).
Naziv Vazam (kajk. Vuzem, također i Vazan) osim Uskrsa obuhvaća cijelo Vazmeno trodnevlje - Veliki četvrtak, Veliki petak i Veliku subotu, ali često se sinegdohizira samo na nedjelju - Uskrs. Neki (Petar Skok) povezuju ga s riječju uzeti (stsl. vъzęti < uz + imati), odnosno razdoblje suprotno Mesopustu kad se opet počinje uzimati meso. Drugi ga pak povezuju tako da su Ćiril i Metod slavenizirali grčku riječ Pasha (p > v, ozvučivanje s > z) te je tako dobivena riječ Vazam.
Germanski nazivi - engl. Easter i njem. Ostern vuku etimologiju od imena saske božice Eostre koja je bila slavljena za vrijeme proljetne ravnodnevnice.
Po ovoj svetkovini imenovani su Uskršnji otok (šp. Isla de Pasqua, otkriven na Uskrs 1722.) i uskršnji kaktus.

## Evanđelje
Biblija mladih (Mt 28,1-10)

Po suboti, u osvit prvog dana sedmice, dođe Marija Magdalena i ona druga Marija pogledati grob. I gle, nastade žestok potres, jer anđeo Gospodnji siđe s neba, pristupi i odvali kamen i sjede na njega. Lice mu bijaše kao munja, a odjeća bijela kao snijeg. Od straha pred njim zadrhtaše stražari i postadoše kao mrtvi. Kada dakle žene pogledaše, opaziše da je kamen od groba odvaljen; a bijaše vrlo velik.
Zatim anđeo reče ženama: "Znam, vi tražite Isusa Nazarećanina raspetoga. Zašto tražite živoga među mrtvima? Nije ovdje, nego uskrsnu kako reče! Dođite i vidite mjesto gdje je ležao. Sjetite se samo što vam je navijestio dok je još bio u Galileji, kad je govorio: Sin čovječji treba da bude predan u ruke grešnicima, da bude raspet i da treći dan uskrsne. Potecite žurno i javite njegovim učenicima, i Petru, da je ustao od mrtvih. I gle, on pred vama ide u Galileju, ondje ćete ga vidjeti, kako vam reče. Eto, rekoh vam."
A one se žene sjetiše riječi Isusovih, brzo otiđoše s groba te sa strahom i velikom radošću otrčaše da obavijeste njegove učenike. I gle, Isus im iziđe ususret govoreći "Zdravo!" One poletješe k njemu, obujmiše mu noge i ničice mu se pokloniše. Tada im Isus reče: "Ne bojte se! Idite i javite mojoj braći da pođu u Galileju! Ondje će me vidjeti!"

## Nadnevak Uskrsa
| godina | Zapadno kršćanstvo | Istočno kršćanstvo |
| ------ | ------------------ | ------------------ |
| 2000.  | 23. travnja        | 30. travnja        |
| 2001.  | 15. travnja        | 15. travnja        |
| 2002.  | 31. ožujka         | 5. svibnja         |
| 2003.  | 20. travnja        | 27. travnja        |
| 2004.  | 11. travnja        | 11. travnja        |
| 2005.  | 27. ožujka         | 1. svibnja         |
| 2006.  | 16. travnja        | 23. travnja        |
| 2007.  | 8. travnja         | 8. travnja         |
| 2008.  | 23. ožujka         | 27. travnja        |
| 2009.  | 12. travnja        | 19. travnja        |
| 2010.  | 4. travnja         | 4. travnja         |
| 2011.  | 24. travnja        | 24. travnja        |
| 2012.  | 8. travnja         | 15. travnja        |
| 2013.  | 31. ožujka         | 5. svibnja         |
| 2014.  | 20. travnja        | 20. travnja        |
| 2015.  | 5. travnja         | 12. travnja        |
| 2016.  | 27. ožujka         | 1. svibnja         |
| 2017.  | 16. travnja        | 16. travnja        |
| 2018.  | 1. travnja         | 8. travnja         |
| 2019.  | 21. travnja        | 28. travnja        |
| 2020.  | 12. travnja        | 19. travnja        |
| 2021.  | 4. travnja         | 2. svibnja         |
| 2022.  | 17. travnja        | 24. travnja        |
| 2023.  | 9. travnja         | 16. travnja        |
| 2024.  | 31. ožujka         | 5. svibnja         |
| 2025.  | 20. travnja        | 20. travnja        |
| 2026.  | 5. travnja         | 12. travnja        |
| 2027.  | 28. ožujka         | 2. svibnja         |
| 2028.  | 16. travnja        | 16. travnja        |
| 2029.  | 1. travnja         | 8. travnja         |
| 2030.  | 21. travnja        | 28. travnja        |

Jedan od najstarijih izvora koji govore o Uskrsu jest Pashalna homilija iz 2. stoljeća koju je napisao Meliton Sardski. Sokrat Skolastik u 4. stoljeću govori da je slavljenje Uskrsa nastalo iz lokalnog običaja, ali govori i da je samo slavlje ipak bilo univerzalno – samo su pojedinosti vezane uza nj bile lokalizirane.
Sinezije Cirenski u 4. stoljeću zapisao je sljedeći hvalospjev Uskrsu:

O, noći sjajnija od dana,

svjetlija od Sunca,

slađa od raja,

očekivana godinu dana!

Kroz povijest postojale su brojne prepirke oko datiranja. Poznat je kvartodecimanizam (izvedenica od lat. quattuordecim = četrnaest) prepirka kad je Polikarp Smirnski slijedivši Ivanovu tradiciju da je Isus razapet u petak, raspravljao s papom Anicetom. Termin se odnosi na praksu da je slavlje Prijelaza (Pashe) za kršćane bio na četrnaesti dan Nisana (prvog mjeseca u hebrejskom kalendaru) u Starom zavjetu. Problem je bio u tome treba li to slavlje ujedno biti i slavlje Isusova uskrsnuća ili bi se trebala odrediti neka nedjelja koja bi tomu bila posvećena. Naime, rimska je praksa bila nastavljanje slavlja sve do kraja tjedna. Ni jedan ni drugi nisu se uspjeli složiti te je pitanje ostalo neriješeno. No, naraštaj poslije, rimski biskup Viktor izopćio je biskupa Polikrata Efeškog i ostatak azijskih biskupa zbog privrženosti slavljenju na 14. Nisan. Izopćenje je poslije opozvano te su se obje strane pomirile zbog intervencije biskupa Ireneja Lyonskog koji je podsjetio Viktora na njegova tolerantnog prethodnika. Sama metoda računanja datuma Uskrsa nije službeno riješena sve do Prvog nicejskog sabora 325. godine, premda se dotada rimski način proširio u većini crkava.
Na Prvom nicejskom saboru 325. odlučeno je da se Uskrs slavi na istu nedjelju u cijeloj Crkvi, ali vjerojatno nikakva metoda određivanja nije donesena (nisu sačuvani nikakvi spisi o koncilu). Problem se premjestio u Aleksandriju - ondje su slavili Uskrs na prvu nedjelju poslije najranijeg četrnaestog dana mjeseca koji bi bio 21. ožujka ili poslije tog datuma. Od srednjeg vijeka to je pravilo pojednostavljeno: Uskrs se slavi na nedjelju poslije punog mjeseca na sam dan ili poslije ekvinocija. No, to baš i nije dosljedno slijedilo crkvena pravila:
- Uskrs pada na prvu nedjelju poslije prvog proljetnog punog mjeseca 21. ožujka (dan proljetnog ekvinocija) ili poslije tog datuma (riječ je o proljetnom ekvinociju koji se dobiva putem tabličnog računanja, a ne putem astronomskih mjerenja).
- Taj puni mjesec četrnaesti je dan tablične lunacije (novi mjesec).

Katolička Crkva rabila je vlastite metode datiranja Uskrsa sve do 6. stoljeća kad je preuzela aleksandrijsku metodu. Zbog razlike u porabi gregorijanskog i julijanskog kalendara, zapadne i istočne Crkve imaju različite datume Uskrsa.
Godine 1997. u Siriji je na Svjetskom crkvenom kongresu donesena metoda koja je trebala zamijeniti dotadašnju i ukloniti nesklad između datiranja zapadnog i istočnog kršćanstva. Početak reforme predložen je 2001. godine, ali još nije usvojen.

## Crkvena liturgija

### Zapadno kršćanstvo
U zapadnom kršćanstvu priprema za Uskrs jest korizma. Nakon završetka korizme dolazi Cvjetnica, Veliki tjedan koji uključuje Vazmeno trodnevlje - Veliki četvrtak, Veliki petak i Veliku subotu na kojoj završava Vazmenim bdjenjem. Uskrsom počinje Vazmena osmina, koja traje sve do Druge Uskrsne nedjelje (Malog Uskrsa).
Tradicijska priprema za Uskrs započinje Velikom subotom kad se uvečer odlazi u crkve na bdjenje. Uoči mise pali se uskrsni oganj, koji simbolizira Svjetlo Kristovo i Kristovu pobjedu nad smrću te se iz njega pali i Uskrsna svijeća. Na misi Vazmena bdjenja novi članovi (katekumeni) pridružuju se zajedništvu Crkve, a stari članovi obnavljaju krsne zavjete. Sutradan se slave Mise Uskrsnuća Gospodinova.
Slavlje vazmene noći raspoređeno je na sljedeće dijelove:
- Služba svjetla

Ova je služba svečani početak vazmenog bdjenja. Prvo se blagoslivlja sveta vatra kojom se pali uskrsna svijeća, simbol uskrsnulog Isusa, te zajednica svečano pali vlastite svijeće i okuplja se. Nakon toga slijedi vazmeni hvalospjev (Exultet) kojim se poziva na uskrsno veselje:

Nek usklikne sad nebesko mnoštvo anđela,

nek uskliknu službenici Božji

i za tolikog Kralja neka jekne trublja spasenja!

Nek se raduje i zemlja tolikim obasjana bljeskom,

i rasvijetljena sjajem vječnoga kralja neka osjeti

da je nestalo po čitavom svijetu mraka!

nek se veseli i majka Crkva urešena bljeskom tolikog svjetla

i silnim poklicima naroda nek odjekne ova dvorana!

Ovo je noć koja svjetlošću stupa

rasprši tmine grijeha.

Ovo je noć koja danas po svem svijetu one što u Krista vjeruju

o tmina grijeha i od opačina otima,

vraća milosti i pridružuje svetosti.

Ovo je noć u kojoj je Krist raskinuo okove smrti

i kao pobjednik od mrtvih ustao.

- Služba riječi
- Krsna i potvrdna služba
- Euharistijska služba

Uskrs je važan iz više razloga:
1. Isus je održao obećanje da će ustati od mrtvih, kako je i naviještao učenicima u svojemu javnom djelovanju;
2. Uskrsnuće daje sigurnost, da će vladar Božjeg vječnog Kraljevstva biti živi Krist;
3. Kristovo uskrsnuće daje nadu vjernicima i u njihovo uskrsnuće
4. Božja sila koja je vratila Krista iz mrtvih dostupna je, da bi vratila moralno i duhovno mrtve u život tako da se mogu mijenjati i rasti (1 Kor 15,12-19);
5. Uskrsnuće daje značenje svjedočanstvu koje Crkva ima pred svijetom, objavljujući stvarnost uskrsnuća Isusa Krista.

### Istočno kršćanstvo
U istočnom kršćanstvu priprema također počinje korizmom , koja traje do Velikog petka i pokorničkoga je karaktera. U večeri Velike subote slavi se ponoćna misa nakon 23 sata. Pri završetku sva se svjetla ugase te se pali uskrsna svijeća iz „vječnog svjetla” u crkvi, a potom se svjetlo dalje širi. Procesija se nastavlja oko crkve i u nju vraća u ponoć te se služi pashalna misa. Poslije liturgije običaj je objedovati, a sutradan nema liturgije jer je već proslavljena. Umjesto nje u podne se održava tradicijski Agape vesper u kojem se čitaju dijelovi Ivanova Evanđelja na raznim jezicima.

## Uskrsni običaji

### Uskrsni običaji u svijetu
Uz slavlje Uskrsa vežu se brojni simboli i običaji koji variraju od zemlje do zemlje. No, većini je zajedničko ukrašavanje pisanica. Česti simboli jesu zečevi i pilići, a također i čokoladni zečevi i jaja.
- U Sjevernoj Americi Uskrs je dijelom sekulariziran, odvojen od sakralnoga. Najpoznatiji je običaj lova na pisanice (eng. Easter Egg Hunt) - roditelji ili rodbina skriju pisanice u kući ili dvorištu/vrtu, a potom ih djeca traže. Naime, djeca vjeruju kako ijh e preko noći skrio uskrsni zec zajedno s inim slasticama ili darovima u uskrsnoj košari. Brojne obitelji odlaze na nedjeljnu uskrsnu svetu misu, a održavaju se i uskrsne parade.

- Belgija ima slične tradicije kao Amerika, ali se češće govori kako uskrsna jaja donose zvona iz Rima. Naime, priča govori da zvona sa svake crkve na tihu subotu (stille Zaterdag) ne zvone jer su otišla u Rim.

- U istočnomu dijelu Nizozemske pale se uskrsne vatre u sumrak. U okolici Magdenburga dječacima se simbolički „isprašio tur” da bi se iz njih istjeralo loše ponašanje. Taj je običaj bio čest i u Škotskoj gdje postoji izreka „istučen kao na Uskrs” koja znači da je za neki prijestup dobivena preblaga kazna.

- U Norveškoj je tradicija igranje igara Yahtzee. Norvežani i Danci na Veliku subotu u džepovima nose komadiće beskvasna kruha umotana u bijelo platno da bi ga pojeli u ponoć. Sam običaj bio je čest i u vikinško doba kad su Vikinzi nosili sa sobom zizmelene bobice koje su simbolizirale život.

- U Finskoj i Švedskoj tradicija je bojanje jaja. Malena djeca odjevena kao vještice skupljaju slatkiše od vrata do vrata u zamjenu za ukrašene cice-mace. To je rezultat miješanja pravoslavne tradicije blagoslivljanja kuća s grančicama cice-mace te skandinavske vještičje tradicije.

- U Brazilu se u pokrajini Minas na Veliku subotu džepovi pune komadićima kvarca koji se na Uskrs ostavljaju kod kuće.

- U Polineziji se na Veliku subotu krste školjke za koje se vjeruje da su povezane s morskim duhovima. Nakon obreda vraćaju ih u more gdje „uskrisuju” na novi život.

- U Laponiji se uz pjesmu i ples igraju sa snijegom, prave se snjegovići te se slavi Isusovo uskrsnuće i „buđenje” prirode.

- U Rusiji se uz tradicijska jela veže i običaj čestitanja trostrukim ljubljenjem u obraz.

- U Meksiku se na ulice postavljaju papirni likovi Jude Iškariotskog unutar kojih je nepripremljen vatromet.

- U Bugarskoj i Rumunjskoj na Veliku subotu stavljaju se brašno, sol, kvasac i pisanice na prozore, a od tih se sastojaka na Uskrsni ponedjeljak zamijesi kruh. Potom se kruh blaguje da bi godina bila plodna.

- Na Lampedusi se na Uskrs zaboravljaju sve svađe i nesporazumi. Na Veliku subotu Sicilijanci kući nose cvijet pasjega zuba za koji se vjeruje kako toga dana ima čarobne moći te donosi veselje i ispunjavanje želja. Sličan je običaj razvijen i u Poljskoj gdje se Uskrs naziva Wielkanoc (velika noć) što upućuje na vjerovanje i održavanje obreda u uskrsnoj noći.

- U Španjolskoj plutaju splavi s ukrašenim figurama koje predstavljaju likove iz biblijske priče o Kristovu uskrsnuću. Česte su povorke i gozbe.

- Na Trgu sv. Petra u Vatikanu nizozemski cvjećari od 1985. obdržavaju tradiciju uređivanja trga za papinsku uskrsnu misu, započetu na beatifikaciji nizozemskoga karmelićanina Titusa Brandsme, nakon koje je papa uzvratio zahvalom „Bedankt voor de bloemen” (niz. „Hvala vam za cvijeće!”).[2]

### Hrvatski uskrsni običaji

#### Pisanice
U hrvatskoj je uskrsnoj tradiciji bojanje jaja, takozvanih pisanica (od ie. korijena *pis- = crtati, šarati; pisanice = šarenice). Pisanice su osim simbola života bile i tradicionalan dar, a često su si ih međusobno darivali zaljubljeni s ljubavnim motivima (srca, dva goluba) ili porukama (ovo se jaje za poljubac daje - Međimurje), kako ljubavnim, tako religioznim i čestitkama. Djevojke bi u Podravini svoje dobivene pisanice ponosno stavljale na prozore, a u Dubrovniku bi mlade zaručniku darovale tucet jaja, a budućoj svekrvi ispekle bi pletenicu od tijesta.
Pisanice su se prije bojale na prirodne načine, a ta je tradicija i danas živa. Najčešće je bojanje jaja pomoću ljuske crvenog luka, a rjeđe od cikle, korijena broča ili crvenog radiča da bi se dobila crvena boja. Pisanice su znale dobiti i crnu boju bojanjem čađom ili bobicama bazge ili duda, a često je bilo i bojanje hrastovom korom da bi se dobila smeđa boja. Uz crvenu, crnu i smeđu, zelena se boja dobivala od raznog bilja, najčešće od špinata, koprive ili poriluka. Pritom se osim potpunog bojanja moglo jaje prešarati voskom, a tek onda obojiti. Nakon kuhanja i bojanja skida se sloj voska ispod kojeg jaje ostaje prirodne boje. Često se jaje umatalo u tkaninu unutar koje se postavila kakva travka ili listić, često djetelina, tako da bi jaje istim postupkom dobilo zanimljiv ukras.
Posebna je tehnika ukrašavanja pisanica, osim šaranja voskom i ukrašavanja biljkama, bilo i ukrašavanje slamom. Jaja bi se omatala slamkama da se dobiju razni oblici ili bi se pak slamke razrezale i lijepile na jaja tvoreći raznolike ukrase i šare.

#### Ostali običaji
U sjevernozapadnoj Hrvatskoj često se pale uskrsni krijesovi, tzv. vuzmenke. Vatru pripremaju vjernici ispred crkava koji je pale klesanjem dvaju kamenova. Prije se vatra palila i tako da je svećenik potpaljivao tzv. gubu koja raste na drveću i panjevima ili se pak palila trenjem dvaju drveta čime bi nastala sveta ili živa vatra. Nakon paljenja vatre i blagoslova, muškarci su palili svoj komad drveta i nosili blagoslovljenu vatru kućama, a ostatak bi vjernika ušao u crkvu. Tako bi paljenjem svete vatre u domovima bio prisutan i sam Bog.
U nekim hrvatskim krajevima postoji običaj umivanja na Veliku subotu (negdje i na Cvjetnicu) cvijećem (često ljubicama) i biljem. Za Uskrs se odlazi na jutarnju misu ili se na Veliku subotu odlazi na svečano bdjenje. Na sam Uskrs tradicionalno se blaguje šunka, a domaćice često ispeku kruh te priprave druge slastice. Hrana u uskrsnim košarama prije blagovanja odnosi se u crkvu na uskrsnu misu gdje je svećenik blagoslivlja, a potom vjernici odlaze kućama na uskrsni objed i slavlje.

## Uskrsna glazba

### Hrvatska uskrsna glazba
Jedna od najpoznatijih pjesama jest Kraljice neba, ali postoje i brojne druge uskrsne pjesme koje se pjevaju na misnim slavljima i procesijama:
- Gospodin slavno uskrsnu
- Isus usta slavni
- Na čast uskrsnuloga
- Na nebu zora rudi
- Naš je ust'o Spasitelj iz groba
- Nek' mine, majko
- Pjevaj hvale, Magdaleno
- Uskrsnu Isus doista
- Zora nebom zarudjela
- Veliko je sad veselje
- Na Uskrsa dan toga
- Isukrst nam slavni
- Radujte se kršćani
- Uskrsnu Pastir dobri
- Veseli se o Marijo
- Raduj se majko Kraljice

### U klasičnoj glazbi
Među najpoznatija djela klasične glazbe Uskrsne tematike ubrajaju se Händelov oratorij Mesija, poznat po korusu Hallelujah (Aleluja) i arijama (Ev’ry Valley Shall Be Exalted), potom Mahlerova Druga simfonija: Uskrsnuće, pisana za prošireni orkestar (s orguljama, zborom i crkvenim zvonima) za koju je Mahler sam napisao tekst, Bachova Muka po Mateju, BWV 244 pisana za orkestar, zbor i evanđelista te Muka po Ivanu, BWV 245, također pisana za zbor, orkestar, evanđelista, ali i soliste. Bach je napisao i Uskrsni oratorij (BWV 249), namijenjen izvođenju na samu Uskrsnu nedjelju, u kojoj na neliturgijski tekst kantatom Kommt, Eilet Und Laufet i tužaljkom Seele, Deine Spezereien donose likovi Ivana, Petra, Marije Magdalene i Marije Jakovljeve. Zbirka moteta Tomása Luisa de Victorie Tenebrae Responsories, pisanih za četiri glasa a cappella, jedan je od najpoznatijih primjera tzv. „rane glazbe”, a moteti su namijenjeni izvođenju tijekom Vazmenoga trodnevlja. Tallisove Lamentacije proroka Jeremije (Lamentations Of Jeremiah The Prophet), temeljene na tekstu iz Knjizi proroka Jeremije, pisane su za izvođenje na Veliki četvrtak, u peteroglasju, s izraženim tamnijim i nižim tonovima muških dionica. Monteverdieve Vespro Della Beata Vergine (1610.), napisane za marijanske svetkovine, također se ubrajaju među kvalitetnija ostvarenja uskrsne klasične glazbe.
Pod utjecajem Bacha i Händela, Mozart sklada Misu u c-molu, K. 427, za četvero solista, dvostruki zbor i veliki orkestar, koja skladateljski vrhunac zadobiva u stavku Sanctus (Svet). Pergolesi je uoči smrti skladao svoju obradu himna Stabat mater, u kojemu se isprepliću sjetniji (pr. Quando Corpus Morietur) i radosniji (pr. Cujus Animam Gementem) motivi. Haydn je poznat po svojoj meditaciji he Seven Last Words Of Our Saviour On The Cross, op. 51, često izvođenom na Veliki petak, koja kroz 9 stavaka prati Isusov križni put. Brucknerova Misa br. 1 u d-molu (1864.) spoj je romantičarskih težnji i klasične harmonije u višeglasnom izričaju, s romantičarsko-simfonijskim završetkom u stavku Agnus Dei (Jaganjče Božji). Premda napisana 1824., Berliozova Messe Solennelle, H 20 otkrivena je tek 1991., a poznata je  po euforičnome stavku Resurrexit, s dramatskim izmjenama, trubljama (fanfarama) i izraženom i zborskom i instrumentalnom izvedbom, u maniri post-beethovenskoga romantizma.
Nadahnut ruskim pravoslavnim napjevima Rimski-Korsakov sklada Rusku uskrsnu uvertiru, op. 36, instrumentalnu orkestraciju Vazmenoga otajstva, od Muke Velikoga petka do Uskrsnoga jutra. Vaughan William uglazbio je poemu George Herberta 1911. pod nazivom Easter (Uskrs), kao prvu od svojih Pet mističnih pjesama (Five Mystical Songs). Messiaenov O Sacrum Convivium (1937.) na latinskome je zborski motet posvećen sakramentu euharistije, često izvođen na Veliki četvrtak. U duhu bazilijanske liturgije, Taverner sklada himan As One Who Has Slept (1996.) Pärtov De Profundis (Ps 130, „Iz dubine vapijem Tebi, Gospodine”) je vokalno-instrumentalni komad s izraženim kontrastom zbora (prevlast nižih dionica, basovskih i altovskih) i instrumenata (u višim oktavama).

### Uskrsne glazbene tradicije
U crkva sv. Tome u Leipzigu tradicijski se na Veliki petak izvodi Bachova Muka po Ivanu BWV 245, a na Uskrs njegova kantata Krist ležaše u posmrtnim zavojima (Christ lag in Todesbanden) BWV 4.
U Salzburgu se svake godine održavaju Salzburgške uskršnje igre, redovito s jednom opernom izvedbom.
Bečka državna opera tradicijski za Uskrs uprizoruje Parsifala.

## U filmskoj umjetnosti
Poznatiji igrani filmovi o Uskrsu su:
- Kralj kraljeva (1951.)
- Najveća priča ikad ispričana (1965.)
- Isus iz Nazareta (1977.)
- Pasija (2004.)
- Spasitelj (2014.)
- Sin Božji (2014.)
- Uskrsnuće (2016.)
- Kralj nad kraljevima (2025.)

## Povijesni događaji
- 1722. – otkriće Uskršnjega otoka
- 1916. – Uskrsni ustanak Iraca u Dublinu (uoči njega izdan je Uskrsni proglas)
- 1991. – Krvavi Uskrs na Plitvicama
- 2019. – teroristički napadi u Šri Lanki (261 poginuli)[6]

## Vanjske poveznice
| Portal:Kršćanstvo | Portal: Kršćanstvo |

Sestrinski projekti
|  | Zajednički poslužitelj ima još gradiva o temi Uskrs |
|  | Wječnik ima rječničku natuknicu Uskrs               |
|  | Wikicitati imaju zbirke citata o temi Uskrs         |

Mrežna mjesta
- Uskrs u Hrvatskoj enciklopediji
- Uskrs u Katoličkoj enciklopediji
- Uskrs u Hrvata  Arhivirana inačica izvorne stranice od 22. travnja 2016. (Wayback Machine)
- Hrvatske uskrsne crkvene pjesme  Arhivirana inačica izvorne stranice od 15. ožujka 2012. (Wayback Machine)